# 小絲鰭鱈
小絲鰭鱈（学名：Laemonema nana），又名鱈魚，为輻鰭魚綱鱈形目稚鱈科絲鰭鱈屬下的一个种，分布於西北太平洋日本海域，為亞熱帶海水魚，深度25-60公尺，體長可達7.3公分，棲息在底中層水域，生活習性不明。